# Weinstraße (regio)

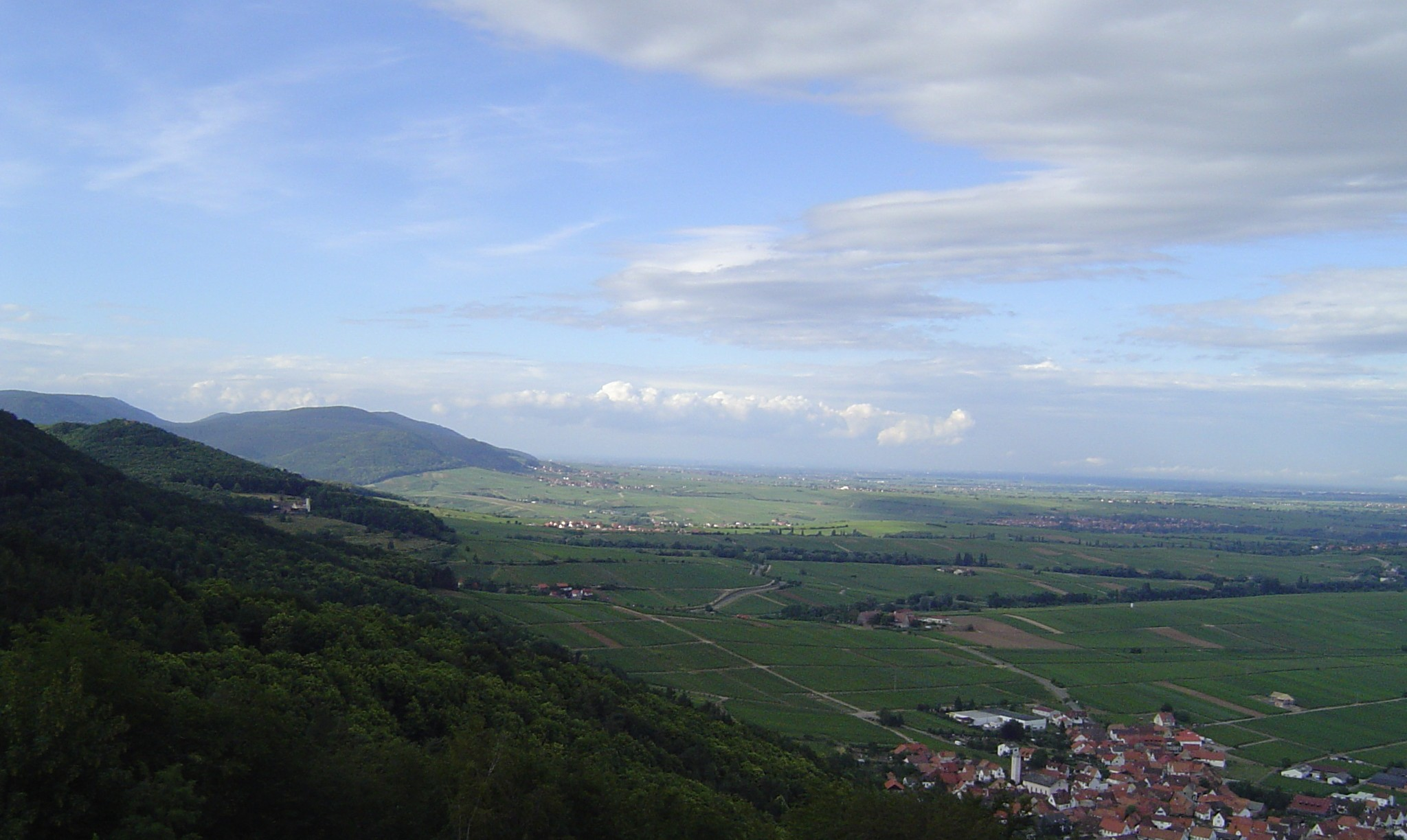
Uitzicht vanaf de Madenburg in de buurt van Eschbach met blik op het noorden. Links: de Haardt; midden: de heuvels van de Weinstraße; rechts: de Rijnvlakte.

De Weinstraße, ook wel aangeduid als het Midden-Haardt (Mittelhardt), is een regio in de Palts in de Duitse deelstaat Rijnland-Palts, dat is vernoemd naar de Duitse wijnroute of Deutsche Weinstraße.

## Geografie
Geologisch gezien is de Weinstraße een hoogte-keten (Höhenstufe), die in het midden net iets lager is dan 150 meter. Het is onderdeel van het Zuid-Duitse Heuvellandschap en vormt een heuvelachtig gebied, ongeveer 85 kilometer lang en 10 tot 15 kilometer breed, dat de Boven-Rijnse Laagvlakte scheidt van de bergen van het Paltserwoud. Zijn oostelijke rand wordt gevormd door de Haardt met zijn hoogste punt, de Kalmit (673 m). De Duitse Wijnroute loopt in de lengterichting door de regio.

## Klimaat
Door gunstige thermiek klimt de warme lucht 's nachts omhoog op de hellingen terwijl de koude lucht naar beneden stroomt naar de vlakte, zodat het risico op vorst op de met wijnranken begroeide heuvels laag is in de lente op het moment dat de wijnstokken bloeien. Dankzij deze gunstige klimatologische omstandigheden, worden vijgen- en amandelbomen hier ook geteeld in de open lucht, evenals kiwi's en citroenen.

## Economie
De Weinstraße is het grootste deel van het wijngebied Palts. De belangrijkste bronnen van inkomen zijn wijnbouw en toerisme, die vaak samen op de markt gebracht worden. De wijnbouwdistricten van de Weinstraße worden beschreven in het artikel over de wijnregio 
de Palts.

## Transport
De rijksweg Bundesstraße 271 loopt langs het noordelijke deel van de Weinstraße, terwijl het zuidelijke deel doorkruist wordt door rijksweg B38 en snelweg A65. Twee spoorlijnen doorkruisen het gebied: de lijn van Landau naar Neustadt (vroeger de Paltser Maximiliaan-Spoorweg) en de lijn van Neustadt naar Monsheim (vroeger de Paltser Noordelijke Spoorweg). Voor beide gelden treindiensten volgens het Rheinland-Pfalts-Takt dienstregelingssysteem.